# Symfonie nr. 8 (Schubert)
De Symfonie in b-klein, D 759, met bijnaam Die Unvollendete (de onvoltooide), is een symfonie van Franz Schubert.
Het werk heeft naar de actuele stand van onderzoek het nummer 7 in de reeks Schubertsymfonieën gekregen. Dit was niet altijd zo: vroeger werd de symfonie als nr. 8 aangeduid. Ook op veel cd's wordt hij als nr. 8 geteld. Zie ook hieronder onder het kopje Geschiedenis.

## Beschrijving
Het werk is gecomponeerd voor symfonieorkest in de bezetting strijkers (eerste en tweede violen, altviolen, celli, contrabassen), twee fluiten, twee hobo's, twee klarinetten, twee fagotten, twee hoorns, twee trompetten, drie trombones en pauken.
De symfonie heeft twee delen:
1. Allegro moderato
2. Andante con moto

Van een gepland derde deel (Scherzo (Allegro) – Trio) heeft Schubert alleen de eerste 20 maten georkestreerd. Het als klavieruittreksel genoteerde particel van dit deel breekt af in de 16e maat van het Trio.

### 1e deel
Het eerste deel begint met een zeer zacht (pp) unisono-motief van de celli en contrabassen. Doordat deze lijn op de dominant (Fis) eindigt ontstaat het idee van een vragende zin. Het antwoord bestaat uit een duister klinkende zestiendenbeweging van de violen, waarboven het hoofdthema in de hobo en klarinet klinkt.
Na een voor een symfonie ongebruikelijk korte overgangsgroep moduleert het geheel van b-mineur naar G-majeur. Het dan klinkende thema is van een geheimzinnige karakter, en heeft gezorgd voor de grote populariteit van de symfonie. De melodie is landelijk, en reminisceert aan een volkslied. Aangezet door de celli klinkt ze vervolgens in de violen, waarna een generale pauze volgt. Aansluitend aan het neventhema in G-majeur volgt een regelrecht gat (het thema breekt plotseling af). Hierop breken de strijkers door met dramatische accenten en tremoli, als laag over dissonanten in de blazersgroep. Opnieuw klinkt het neventhema, maar nu in diverse mineur-modulaties, en vervolgens weer in D-majeur, en deze keer ook in de blazersgroep. Hier eindigt de expositie, die herhaald wordt.
Daarna volgt de doorwerking. Hier hoort men alleen het openingsmotief. In de reprise worden alle thema's nog eens in opbouw naar de afsluiting van het eerste deel gebruikt. Het gehele deel volgt dus de sonatevorm.

### 2e deel
Dit deel heeft Schubert in groot contrast met het eerste deel geschreven. De toonsoort is E-majeur, het karakter vrolijk, trots en stevig. De tegenstelling met het duistere eerste deel is evident. In de expositie klinken drie thema's die steeds herhaald worden. Nadat het eerste thema langzame gestreken baslijnen bevat, verandert het tweede deel geleidelijk van een aanvankelijk rustig 'naturel' stukje muziek in een pompeus fortissimo.

## Geschiedenis

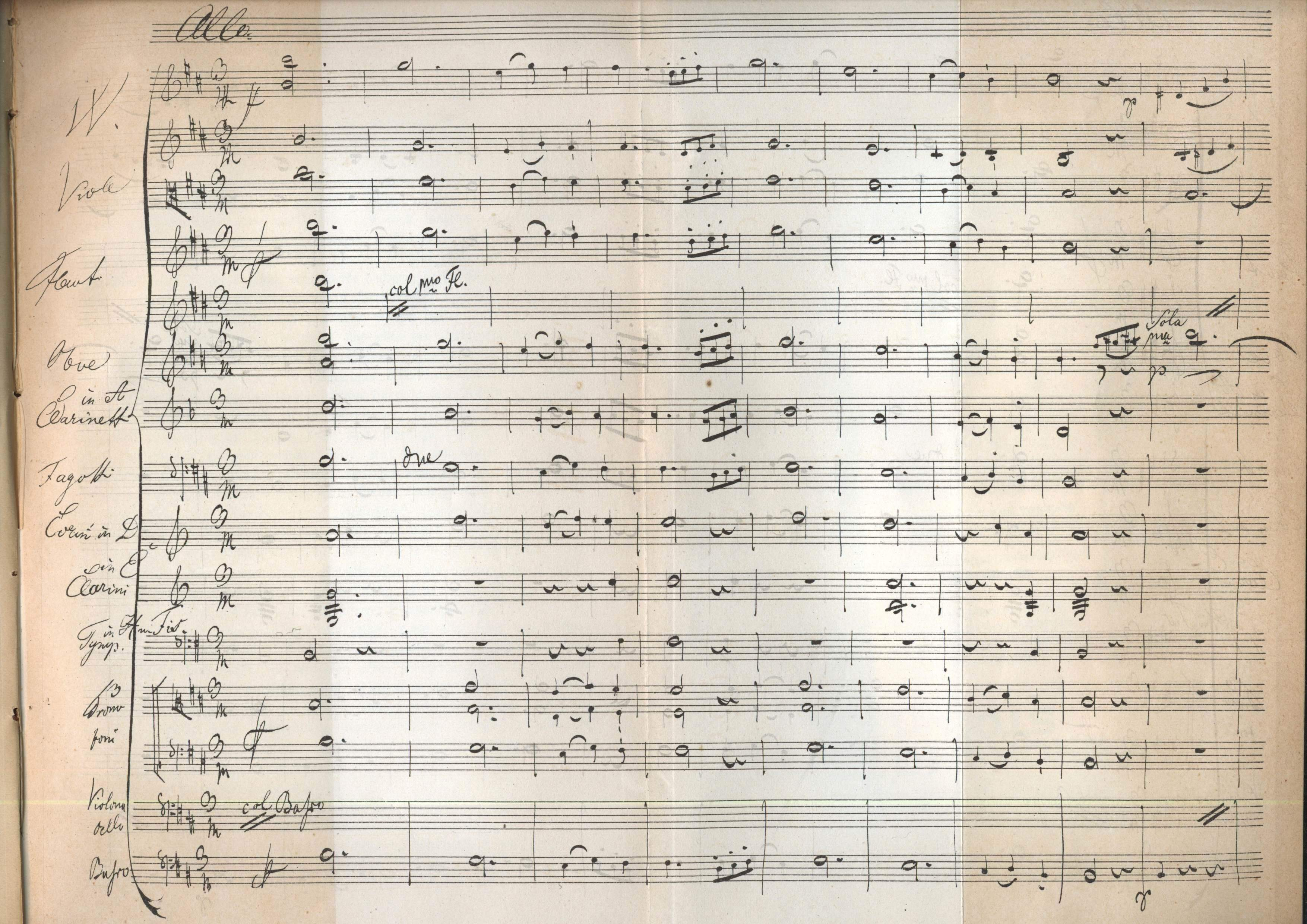
Onvoltooide symfonie, derde deel (scherzo), facsimile, 1885, in J.R. von Herbecks biografie

Schubert werkte in 1822 aan de symfonie. Waarom hij stopte met het werken aan deze compositie, die zoals gebruikelijk vier delen zou gaan bevatten, is niet bekend. Wel heeft Schubert de twee delen in 1823 aangeboden aan de Steiermärkischen Musikverein als "een van mijn symfonieën in partituur", wat erop wijzen kan dat Schubert zelf het werk in tweedelige vorm wellicht toch als voltooid beschouwde. Het raakte aanvankelijk in de vergetelheid en beleefde zijn première pas op 17 december 1865, toen Johann von Herbeck het in de Redoutensaal van de Hofburg in Wenen uitvoerde.

## Nummering
De nummering van Schuberts latere symfonieën is verwarrend. Omdat in de 19e eeuw de later ontstane Grote Symfonie in C-majeur (D944) al als nummer 7 was gepubliceerd, kreeg de Unvollendete het nummer 8. De Grote staat echter doorgaans bekend als nummer 9 en voor een veronderstelde, verdwenen Gmunden-Gasteiner Symfonie in C-majeur (die waarschijnlijk nooit bestaan heeft of toch de Grote D944 was) werd het nummer 7 opengehouden. Met dat nummer worden echter ook wel twee andere onvoltooide symfonieën aangeduid, beide van omstreeks 1820-1821: er bestaan fragmenten van een symfonie in D-majeur (D708A) en van een symfonie in e-mineur/E-majeur (D729). In de meest recente editie uit 1978 van de Deutsch-Verzeichnis worden deze "7e" symfonieën niet in de nummering opgenomen, waardoor de Unvollendete nummer 7 werd en de Grote in C-majeur nummer 8. De traditionele aanduiding Symfonie nr. 8 voor de Unvollendete wordt echter ook nog vaak gebruikt.

## Speculaties
De reden waarom de symfonie onvoltooid bleef, is onderwerp van vele studies en twistpunt tussen musicologen. Er is een theorie die stelt dat Schubert geen noodzaak zag voor een derde en vierde deel, omdat hij alles al in de eerste twee delen had samengebald. Hij zou tijdens het werk aan het derde deel tot het inzicht zijn gekomen dat de compositie in zijn compacte tweedelige vorm een volmaakte eenheid vormde. Dit zou betekenen dat Schubert op dat moment brak met de vaste structuur van de drie- of vierdelige symfonische traditie, wat als brug tussen klassieke tijd en romantiek gezien zou kunnen worden.
Deze theorie is sterk omstreden. Schubert heeft meer symfoniedelen onvoltooid gelaten: er bestaan dertien fragmenten in diverse stadia van voltooiing en orkestratie, die bedoeld kunnen zijn voor nog minstens vier andere symfonieën (D615, D708A, D729 en D936A). Zijn werkwijze was niet altijd ordelijk of systematisch. Men veronderstelt dat hij diverse malen is begonnen aan een symfonie waarvan de muziek onafgemaakt is blijven liggen. De reden daarvoor kan geweest zijn dat hij iets anders moest laten voorgaan of ontevreden was over het concept, misschien zelfs simpelweg omdat zijn hoofd er niet naar stond. Zo zou het ook bij deze symfonie gegaan kunnen zijn.

## Pogingen tot voltooiing
In 1928, ter gelegenheid van de 100e sterfdag van Schubert organiseerde de Columbia Grammophone Company in Engeland een wedstrijd om de symfonie te voltooien. Pianist Frank Merrick won deze wedstrijd, en zijn Scherzo en Finale werden uitgevoerd en opgenomen. Deze twee delen raakten echter in de vergetelheid.
Rond 1980 heeft de Britse musicoloog Brian Newbould een andere voltooiing voorgesteld, waarin hij Schuberts eigen schetsen van het scherzo orkestreerde en completeerde met het trio, en als finale de entr'acte uit de toneelmuziek voor Rosamunde verwerkte. Deze entr'acte is door enige musicologen lange tijd gezien als de bedoelde finale van de symfonie. De toonsoort b-mineur komt overeen, de instrumentatie is identiek, en de muzikale sfeer sluit volgens hen aan bij de twee delen van de symfonie. Indien deze entr'acte werkelijk de finale zou zijn, heeft Schubert dit deel waarschijnlijk losgekoppeld van de symfonie en het in Rosamunde gebruikt, mogelijk omdat hij geen tijd meer had om een nieuwe entr'acte te componeren. Ook dat kan een reden geweest zijn waarom hij de symfonie verder onvoltooid heeft laten liggen.